# Leucandra bolivari
Leucandra bolivari är en svampdjursart som beskrevs av Ferrer-Hernandez 1916. Leucandra bolivari ingår i släktet Leucandra och familjen Grantiidae. Inga underarter finns listade i Catalogue of Life.